# 岑敖暉
岑敖暉（英語：Lester Shum Ngo-fai，1993年6月11日—），香港專上學生聯會成員，前荃灣區議會海濱區議員；曾擔任香港中文大學學生會幹事會外務副會長及香港專上學生聯會副秘書長。。2021年1月6日因初選案被捕，2月底被拒保釋一直還押至今。

## 簡歷

### 兩傘運動

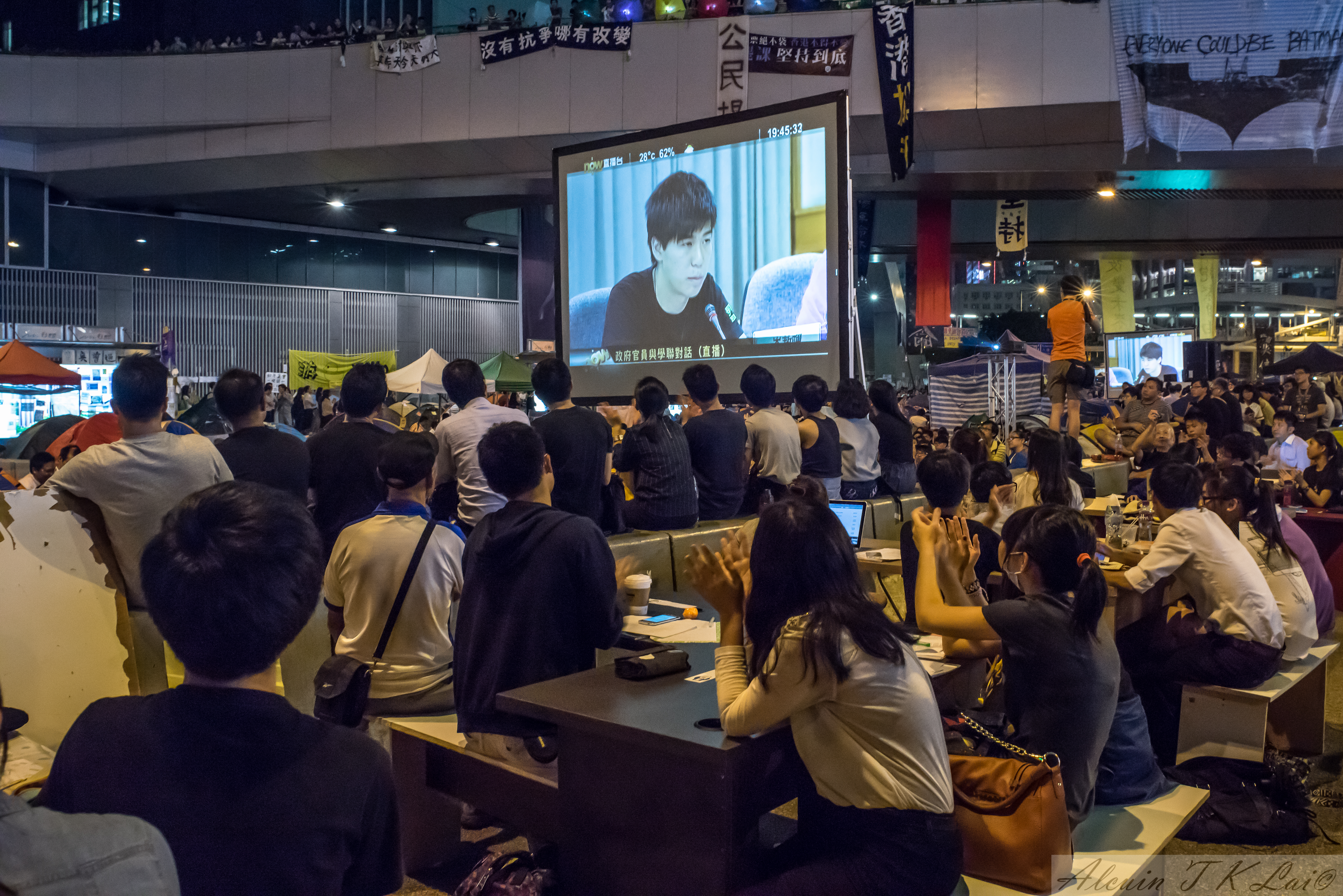
學聯與政府談判期間於金鐘佔領區觀看直播岑敖暉發言的民眾

2014年，岑敖暉和周永康等带领香港專上學生聯會发起罢课及参与佔領中環等社会运动，以向中共及香港政府争取包含公民提名的真普选。
2014年9月26日，岑敖暉進入政府總部東翼前空地後因為涉嫌非法集會及強行進入政府建築物而被拘捕，是為重奪「公民廣場」行動，於10月28日在中區警署報到及拒絕繼續交保，其後獲警察撤銷其續保，並且被無條件釋放。
2014年10月21日，岑敖暉與香港學聯另外4位代表與以林郑月娥为首的香港政府高級官員代表对话。
2014年11月26日佔領運動期間，岑敖暉在旺角清場時再次被捕，被控刑事藐視法庭。2018年1月17日，在香港高等法院就佔旺藐視法庭案被判監1個月，緩刑12個月，罰款1萬港元。

### 參選區議會

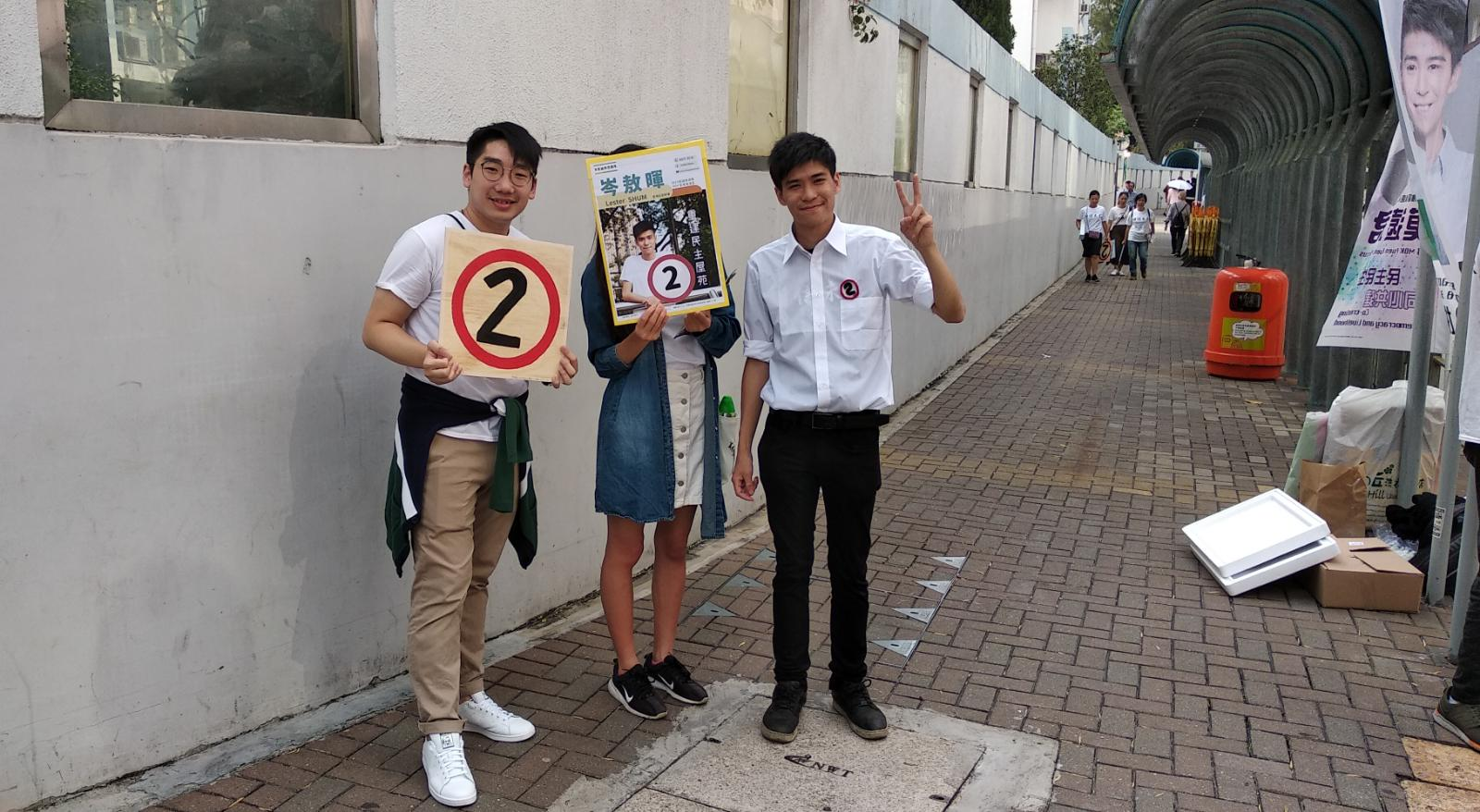
岑敖暉（圖右一）參選荃灣區議會海濱選區，圖為岑與其競選團隊

2019年區議會選舉中，岑敖暉參選荃灣區議會海濱選區。他在10月8日正式遞交提名參選該選區，並於同月18日收到選舉主任的確認信，獲確認其提名有效。他後來獲編為該選區的2號候選人，時年26歲。岑敖暉終以高票勝出，共獲得5113票，擊敗同區報稱獨立、曾任民建聯立法會議員陳恒鑌的前助理莫遠君（1940票）及已連任28年、競逐連任的鄒秉恬（1974票）；岑敖暉的「Plan B」陳宇希則有22票。

### 被判監
2020年5月，他在facebook發布文章〈周梓樂被香港警察謀殺身亡，半年〉，事後律政司向岑敖暉發信，要求他移除文章，不過沒有即時刪文。其後涉違反禁止煽動暴力的臨時禁制令而被律政司控告藐視法庭，他承認控罪。到2022年4月14日，高等法院法官高浩文判處監禁6星期，並須付2.5萬元訟費。
2020年維園六四燭光晚會，岑敖暉等民主派人士被控「煽惑他人參與未經批准集結」等罪，岑敖暉等4人於2021年4月30日承認「明知而參與未經批准集結罪」，同年5月6日被判囚6個月。

## 個人生活
岑敖暉前女友是何潔泓。二人曾拍拖5年，至2019年5月二人在Facebook一同公佈分手消息，稱「一起走過的路，珍而重之」，配以二人背對鏡頭望海的照片。
2021年，岑敖暉宣佈將會與前nowTV新聞主播余思朗結婚，並且已提交擬結婚通知書，會在三個月內舉行婚禮。

## 旺角清場情景成為攝影記協年度圖片
岑敖暉在雨傘運動旺角清場時，被六名警員合力抬走，當時的畫面被拍攝到，並成為了香港攝影記者協會在2014年時的年度照片，協會認為該圖片象徵了雨傘運動的落幕，而岑敖暉的眼神展示出傘運參與者的冷靜及承擔公民抗命責任的勇氣，故選取該圖片為年度圖片。

## 資料來源
1. 1 2 3  岑敖暉. . 2020-06-20  [2020-06-20]. （原始内容存档于2020-07-03）.
2. ↑  . 東方日報. 2018-01-23  [2018-01-23]. （原始内容存档于2018-01-23）.
3. ↑  . 眾新聞. 2017-10-15  [2020-01-15]. （原始内容存档于2020-01-15）.
4. ↑  . 蘋果日報. 2020-06-21  [2020-07-13]. （原始内容存档于2020-07-13）.
5. ↑  【壹週刊】文青遇上高登仔　周永康、岑敖暉 （页面存档备份，存于） 苹果日报，2014-09-21
6. ↑  岑敖暉明警署報到將拒絕保釋 （页面存档备份，存于） 星島日報，2014-10-27
7. ↑  . 2014年10月28日  [2014-10-30]. （原始内容存档于2014-10-30）.
8. ↑  李文;董乐. 香港对话：官员强调共同点 学联表失望 （页面存档备份，存于） BBC中文网，2014-10-21
9. ↑  . 星島日報. 2018-01-17  [2018-01-22]. （原始内容存档于2018-01-23）.
10. ↑  . 星島日報. 2018-01-18  [2018-12-01]. （原始内容存档于2018-12-02）.
11. ↑  . 區議會選舉2019. 2019-10-18  [2019-11-19]. （原始内容存档于2020-08-26）.
12. ↑  鄭寶生. . 香港01. 2019-10-18  [2019-11-23]. （原始内容存档于2020-07-03）.
13. 1 2  . 區議會選舉2019. 2019-11-04  [2019-11-19]. （原始内容存档于2021-08-01）.
14. ↑  . 區議會選舉2019. 2019-11-04  [2019-11-19]. （原始内容存档于2020-07-03）.
15. ↑  楊婉婷; 黃桂桂; 廖俊升. . 香港01. 2019-11-25  [2019-11-25]. （原始内容存档于2020-07-03）.
16. ↑  . 明報. 2022-04-14  [2022-04-14]. （原始内容存档于2022-05-08）.
17. ↑  . 立場新聞. 2021-05-06  [2021-05-06]. （原始内容存档于2021-05-07）.
18. ↑  . 蘋果日報. 2017-11-25  [2017-11-26]. （原始内容存档于2018-08-06）.
19. ↑  . 東方日報. 2018-12-27  [2018-12-27]. （原始内容存档于2018-12-28） （粵語）.
20. ↑  沙半山. . 香港01. 2019-05-21  [2019-05-21]. （原始内容存档于2021-08-01）.
21. ↑  文維廣. . 香港01. 2021-01-12  [2021-01-16]. （原始内容存档于2021-01-22）.
22. 1 2  . 香港攝影記者協會. 2015-03-08  [2019-10-03]. （原始内容存档于2019-10-02） （中文（臺灣））.